# 竹南製糖所
竹南製糖所是一座曾經存在於臺灣苗栗縣竹南鎮的製糖工廠，原址為於臺鐵竹南車站東側。

## 沿革
1913年，南日本製糖株式會社於新竹州竹南郡竹南街設立新式製糖工場，稱南日本製糖中港工場，當時每日壓榨甘蔗量為750公噸。
1917年，隨南日本製糖併入帝國製糖株式會社。
1940年，隨帝國製糖併入大日本製糖株式會社。
1942年，大日本製糖宣布北部糖業合理化方針。
1943年，因原料供應不足，竹南製糖所停產關閉。 

## 外部連結
- 臺糖全球中文入口網 （页面存档备份，存于）
- 竹南製糖所 - 臺灣製糖工廠百年文史地圖 （页面存档备份，存于）
- 新竹、竹南糖廠鐵道分佈圖 - Google （页面存档备份，存于）